# 吕元膺
吕元膺（749年—820年），字景夫，郓州东平县（今山东省东平县）人，唐朝大臣。
唐德宗建中元年，登制科，策贤良对问第。授安邑尉、转任殿中侍御史、右司员外郎，出为蕲州刺史。唐宪宗元和初年，擢升为给事中，不久任命他为同州刺史。谢辞皇帝，宪宗问政事，他的回答详洽，于是留在京师，进升为御史中丞。成德节度使王承宗造反，吕元膺切谏不要以宦官吐突承璀监军平叛。元和五年（810年），为鄂岳观察使，入朝为尚书左丞。他性情耿介，敢于驳正。元和九年（814年），为东都留守。元和十年（815年），淄青节度使李师道在东都留置邸院，邸兵谋乱，事发，吕元膺联合邓、虢一带山民平定擒破，于是招募山民为兵，以保卫洛阳宫城，称为“山河子弟”。后来改任河中节度使，当时方镇多姑息，只有吕元膺秉正自将。入朝拜为吏部侍郎，正色立朝。后因病改任太子宾客，去世。